# The Dark Secret
The Dark Secret – drugi minialbum włoskiej grupy power/symphonic metalowej Rhapsody. Został wydany 29 czerwca 2004 roku, czyli kilka miesięcy przed albumem Symphony of Enchanted Lands II: The Dark Secret. W regulernej edycji The Dark Secret zawiera jedną płytę CD z pięcioma utworami, zaś w edycji limitowanej dołączono do niego jeszcze DVD z kilkoma dodatkami, takimi jak szczegółami powstawania następnego, pełnego albumu grupy.

## Lista utworów
| Nr | Tytuł                                   | Czas  |
| -- | --------------------------------------- | ----- |
| 1. | "Unholy Warcry" (Edit version)          | 4:27  |
| 2. | "Thunder's Mighty Roar"                 | 5:36  |
| 3. | "Guardians of Destiny"(English version) | 5:29  |
| 4. | "Sacred Power of Raging Winds"          | 10:08 |
| 5. | "Non ho Sonno"                          | 4:08  |

## Wykonawcy
- Fabio Lione – wokal
- Luca Turilli – gitara elektryczna
- Dominique Leurquin – gitara elektryczna[d]
- Patrice Guers – gitara basowa
- Alex Staropoli – keyboard
- Alex Holzwarth – perkusja

- Petr Pololanik – dyrygent